# 江蘇悦達起亜汽車
江蘇悦達起亜汽車（英語: Jiangsu Yueda Kia Motor) は中国の自動車製造会社で、起亜と江蘇悦達集団による合弁会社である。江蘇省塩城市に本社を置く。

## 沿革
韓国の起亜自動車と中国の江蘇悦達集団により江蘇省塩城市に設立された合弁会社を前身とする。後に中国の東風汽車が合流し、2002年に「東風悦達起亜汽車」（英語: Dongfeng Yueda Kia Motor、略称: DYK）として設立された。起亜自動車が50%、江蘇悦達投資と東風汽車がそれぞれ25%出資した。2004年に第2工場の建設と第1工場の拡張を、2011年に第3工場の建設を発表し、生産能力を拡大した。
2017年には第4工場の増設を計画したが、この年に韓国内に配備されたTHAADミサイルにより中韓関係が急激に悪化。2018年の販売台数は35万台、工場の稼働率は40%台に落ち込んだ。第1工場は江蘇悦達集団が資本参加する電気自動車メーカーの華人運通の工場に転換されることが決まり、2019年6月に閉鎖された。
2021年11月に東風汽車が起亜との合弁事業から撤退し、2022年に「起亜汽車」を経て「江蘇悦達起亜汽車」に社名変更された。

## 生産車種
- リオ（鋭欧）
- K2
- ソウル（秀爾）
- セラトー（賽拉図）
- フォルテ（福瑞迪）
- K3
- オプティマ（遠艦）
- K5
- スポーテージ（獅跑）
- スポーテージR（智跑）

シューマ（速邁）、カデンツァ（凱尊）、カレンス（佳楽）、VQ、ソレント（索蘭托）、ボレーゴ（覇鋭）については現地生産ではなく完成車輸入となる。
またかつては初代ヒュンダイ・アクセントを｢キア・千里馬｣の名称で販売していた。

## 販売台数
2007年から2011年までの販売台数は以下の通りである。
| 年     | 台      |
| ------ | ------- |
| 2007年 | 101,000 |
| 2008年 | 142,000 |
| 2009年 | 241,000 |
| 2010年 | 333,000 |
| 2011年 | 433,000 |